# Bacurau-da-praia
O bacurau-da-praia (Chordeiles rupestris) é uma espécie de bacurau que habita da Venezuela à Bolívia, bem como a região Oeste da Amazônia brasileira. Tais aves chegam a medir até 19 cm de comprimento, possuindo uma coloração pardo-acinzentada nas partes superiores, enquanto as inferiores são brancas e finamente pintadas de preto. Também são conhecidos pelos nomes de bacurau-branco, bacurau-de-bando e tiom-tiom.

## Subespécies
São reconhecidas duas subespécies:
- Chordeiles rupestris rupestris (Spix, 1825) - ocorre do Sudeste da Colômbia até a Venezuela, na região central do Brasil, no Nordeste do Peru e na região central da Bolívia;
- Chordeiles rupestris xyostictus (Oberholser, 1914) - ocorre nas margens dos rios da região central da Colômbia em Cudinamarca.